# Leichtathletik-Länderkampf der Frauen 1953 BR Deutschland – Österreich / BR Deutschland – Jugoslawien
| 13. Leichtathletik-Länderkampf mit bundesdeutscher Beteiligung 1953                     | 13. Leichtathletik-Länderkampf mit bundesdeutscher Beteiligung 1953 |               |
| --------------------------------------------------------------------------------------- | ------------------------------------------------------------------- | ------------- |
|                                                                                         |                                                                     |               |
| Ländervergleiche der Frauen: BR Deutschland – Österreich 00BR Deutschland – Jugoslawien |                                                                     |               |
| Austragungsort                                                                          | Augsburg                                                            |               |
| Wettbewerbe                                                                             | 9                                                                   |               |
| Datum                                                                                   | 6. September 1953                                                   |               |
| 1. FRG 2. AUT                                                                           | 55 Punkte 40 Punkte                                                 |               |
| 1. FRG 2. YUG                                                                           | 49 Punkte 47 Punkte                                                 |               |
| Chronik                                                                                 |                                                                     |               |
| ← YUG-FRG (M)                                                                           | GRC-FRG (M) →                                                       | GRC-FRG (M) → |

Im dreizehnten Vergleich des Länderkampfjahres 1953 stand für die Frauen in ihrem vierten und letzten Vergleich der Saison wieder ein Länderkampf mit zwei Gegnern gleichzeitig auf dem Programm. Die Gegnerinnen kamen wie auch in den bisherigen Begegnungen dieser Art aus Österreich und Jugoslawien. Die Aufeinandertreffen wurden einmal gegen Österreich und zum anderen gegen Jugoslawien getrennt gewertet. Gastgeber der Veranstaltung am 6. September war die Stadt Augsburg. Zuvor hatten die deutschen Leichtathletinnen alle diese Vergleiche für sich entschieden.

## Wettbewerbe und Modus
Ausgetragen wurden neun Wettbewerbe, womit wieder das komplette olympische Frauenprogramm angeboten wurde. Gewertet wurde in den Einzelwettbewerben nach dem üblichen Standard, in der Staffel wurden fünf zu drei Punkte vergeben.

## Ergebnis
Im Vergleich mit Österreich gingen außer dem 100-Meter-Lauf und dem Diskuswurf alle Wertungen an die bundesdeutschen Leichtathletinnen, die somit klar die Oberhand behielten und die Begegnung mit 56 zu vierzig Punkten gewannen.
Gegen Jugoslawien ging es dagegen sehr eng zu. Die Jugoslawinnen entschieden die Rennen über 200 Meter und 80 Meter Hürden, die 4-mal-100-Meter-Staffel, das Kugelstoßen und den Diskuswurf für sich. Die bundesdeutschen Sportlerinnen lagen im 100-Meter-Lauf, dem Hoch- und Weitsprung sowie dem Speerwurf vorn und hatten darüber hinaus bessere Platzierungen auf den hinteren Rängen als die Jugoslawinnen. Das reichte am Ende zu einem äußerst knappen Sieg für die Bundesrepublik Deutschland mit 49 zu 47 Punkten.

## Resultate

### 100 m
| Platz | Athlet            | Land | Zeit (s) | Länderkampfwertung | Länderkampfwertung |
| ----- | ----------------- | ---- | -------- | ------------------ | ------------------ |
| 1     | Friedrike Harasek | AUT  | 12,3     | 1. AUT 2. FRG      | 6 P 5 P            |
| 2     | Irmgard Egert     | FRG  | 12,4     | 1. AUT 2. FRG      | 6 P 5 P            |
| 3     | Milka Babović     | YUG  | 12,4     | 1. AUT 2. FRG      | 6 P 5 P            |
| 4     | Dagda Bogić       | YUG  | 12,5     | 1. FRG 2. YUG      | 6 P 5 P            |
| 5     | Angela Wild       | FRG  | 12,6     | 1. FRG 2. YUG      | 6 P 5 P            |
| 6     | Elfriede Steurer  | AUT  | 12,8     | 1. FRG 2. YUG      | 6 P 5 P            |

### 200 m
| Platz | Athlet            | Land | Zeit (s) | Länderkampfwertung | Länderkampfwertung |
| ----- | ----------------- | ---- | -------- | ------------------ | ------------------ |
| 1     | Dagda Bogić       | YUG  | 25,2     | 1. FRG 2. AUT      | 7 P 4 P            |
| 2     | Maria Arenz       | FRG  | 25,6     | 1. FRG 2. AUT      | 7 P 4 P            |
| 3     | Friedrike Harasek | AUT  | 25,8     | 1. FRG 2. AUT      | 7 P 4 P            |
| 4     | Ulrike Lehr       | FRG  | 25,9     | 1. YUG 2. FRG      | 6 P 5 P            |
| 5     | Alma Butja        | YUG  | 26,1     | 1. YUG 2. FRG      | 6 P 5 P            |
| 6     | Grete Jenny       | AUT  | 26,4     | 1. YUG 2. FRG      | 6 P 5 P            |

### 80 m Hürden
| Platz | Athlet           | Land | Zeit (s) | Länderkampfwertung | Länderkampfwertung |
| ----- | ---------------- | ---- | -------- | ------------------ | ------------------ |
| 1     | Milka Babović    | YUG  | 11,4     | 1. FRG 2. AUT      | 7 P 4 P            |
| 2     | Hilke Thymm      | FRG  | 12,0     | 1. FRG 2. AUT      | 7 P 4 P            |
| 3     | Elfriede Steurer | AUT  | 12,0     | 1. FRG 2. AUT      | 7 P 4 P            |
| 4     | Zenta Gastl      | FRG  | 12,1     | 1. YUG 2. FRG      | 6 P 5 P            |
| 5     | Grete Jenny      | AUT  | 12,2     | 1. YUG 2. FRG      | 6 P 5 P            |
| 6     | Alma Butja       | YUG  | 12,2     | 1. YUG 2. FRG      | 6 P 5 P            |

### 4 × 100 m Staffel
| Platz | Besetzung      | Land                                                     | Zeit (s) | Länderkampfwertung | Länderkampfwertung |
| ----- | -------------- | -------------------------------------------------------- | -------- | ------------------ | ------------------ |
| 1     | Jugoslawien    | Ivanka Knez Alma Butja Dagda Bogić Milka Babović         | 49,1     | 1. FRG 2. AUT      | 5 P 3 P            |
| 2     | BR Deutschland | Isolde Beichler Irmgard Egert Ulrike Lehr Angela Wild    | 49,2     | 1. YUG 2. FRG      | 5 P 3 P            |
| 3     | Österreich     | Grete Jenny Elfriede Steurer Hannelore Wüst-Mikos Bartos | 49,6     | 1. YUG 2. FRG      | 5 P 3 P            |

### Hochsprung
| Platz | Athlet           | Land | Höhe (m) | Länderkampfwertung | Länderkampfwertung |
| ----- | ---------------- | ---- | -------- | ------------------ | ------------------ |
| 1     | Ursula Schmückle | FRG  | 1,56     | 1. FRG 2. AUT      | 7 P 4 P            |
| 2     | Berta Sablatnig  | AUT  | 1,50     | 1. FRG 2. AUT      | 7 P 4 P            |
| 3     | Toni Butz        | FRG  | 1,50     | 1. FRG 2. AUT      | 7 P 4 P            |
| 4     | Sima             | YUG  | 1,45     | 1. FRG 2. YUG      | 8 P 3 P            |
| 5     | Vera Kovac       | YUG  | 1,45     | 1. FRG 2. YUG      | 8 P 3 P            |
| 6     | Reinelde Knapp   | AUT  | 1,45     | 1. FRG 2. YUG      | 8 P 3 P            |

### Weitsprung
| Platz | Athlet            | Land | Weite (m) | Länderkampfwertung | Länderkampfwertung |
| ----- | ----------------- | ---- | --------- | ------------------ | ------------------ |
| 1     | Lena Stumpf       | FRG  | 5,90      | 1. FRG 2. AUT      | 8 P 3 P            |
| 2     | Emira Tuce        | YUG  | 5,60      | 1. FRG 2. AUT      | 8 P 3 P            |
| 3     | Lore Fauth        | FRG  | 5,47      | 1. FRG 2. AUT      | 8 P 3 P            |
| 4     | Friedrike Harasek | AUT  | 5,24      | 1. FRG 2. YUG      | 7 P 4 P            |
| 5     | Milka Majcen      | YUG  | 5,12      | 1. FRG 2. YUG      | 7 P 4 P            |
| 6     | Grete Jenny       | AUT  | 5,08      | 1. FRG 2. YUG      | 7 P 4 P            |

### Kugelstoßen
| Platz | Athlet               | Land | Weite (m) | Länderkampfwertung | Länderkampfwertung |
| ----- | -------------------- | ---- | --------- | ------------------ | ------------------ |
| 1     | Marija Radosavljević | YUG  | 13,10     | 1. YUG 2. AUT      | 6 P 5 P            |
| 2     | Jolanda Mayr         | FRG  | 12,93     | 1. YUG 2. AUT      | 6 P 5 P            |
| 3     | Nada Kotlušek        | YUG  | 12,68     | 1. YUG 2. AUT      | 6 P 5 P            |
| 4     | Herlinde Peyker      | AUT  | 12,49     | 1. YUG 2. FRG      | 7 P 4 P            |
| 5     | Anni Pöll            | AUT  | 12,48     | 1. YUG 2. FRG      | 7 P 4 P            |
| 6     | Gerda Hagen          | FRG  | 12,40     | 1. YUG 2. FRG      | 7 P 4 P            |

### Diskuswurf
| Platz | Athlet            | Land | Weite (m) | Länderkampfwertung | Länderkampfwertung |
| ----- | ----------------- | ---- | --------- | ------------------ | ------------------ |
| 1     | Julija Matej      | YUG  | 42,96     | 1. AUT 2. FRG      | 8 P 3 P            |
| 2     | Anni Pöll         | AUT  | 41,48     | 1. AUT 2. FRG      | 8 P 3 P            |
| 3     | Homolja           | YUG  | 40,71     | 1. AUT 2. FRG      | 8 P 3 P            |
| 4     | Herlinde Peyker   | AUT  | 40,70     | 1. YUG 2. FRG      | 8 P 3 P            |
| 5     | Marianne Heinrich | FRG  | 40,58     | 1. YUG 2. FRG      | 8 P 3 P            |
| 6     | Jolanda Mayr      | FRG  | 40,42     | 1. YUG 2. FRG      | 8 P 3 P            |

### Speerwurf
| Platz | Athlet             | Land | Weite (m) | Länderkampfwertung | Länderkampfwertung |
| ----- | ------------------ | ---- | --------- | ------------------ | ------------------ |
| 1     | Marlis Müller      | FRG  | 45,30     | 1. FRG 2. AUT      | 8 P 3 P            |
| 2     | Gisela Maier       | FRG  | 42,62     | 1. FRG 2. AUT      | 8 P 3 P            |
| 3     | Cmiljka Kalušević  | YUG  | 40,92     | 1. FRG 2. AUT      | 8 P 3 P            |
| 4     | Koska              | YUG  | 36,72     | 1. FRG 2. YUG      | 8 P 3 P            |
| 5     | Marlies Schwärzler | AUT  | 36,08     | 1. FRG 2. YUG      | 8 P 3 P            |
| 6     | Herlinde Peyker    | AUT  | 31,80     | 1. FRG 2. YUG      | 8 P 3 P            |

## Weblink
- Österreichischer Leichtathletik-Verband, Verbandsnachrichten Wien, 25. September 1953, Frauen-Dreiländerkampf Deutschland - Jugoslawien - Österreich, S. 3/4, archiv.oelv.at (PDF; 13 MB), abgerufen am 6. September 2024